# Parc Saint-Victor
Le Parc Saint-Victor ou Stadium Saint-Victor est un stade de football situé à Cap-Haïtien en Haïti.

## Présentation
Le Stadium Saint-Victor est le stade de base de l'AS Capoise, de la Football Inter Club Association et du Zénith de la Ligue Haïtienne.
Le stade peut accueillir 7 500 spectateurs.